# 의령군의 농어촌버스
의령군의 농어촌버스는 경상남도 의령군의 버스를 중심으로 운행하는 대중교통 수단이다. 운영 업체는 경전여객이 유일하며, 마을버스 업체로는 의령버스도 있다.

## 요금
2013년 3월 2일 인상된 요금 기준이다. 기본요금은 2013년 1월 12일부터 먼저 인상되었다.
| 종류 | 나이                    | 현금 (원) | 카드 (원) |
| ---- | ----------------------- | --------- | --------- |
| 일반 | 어른 (만 19세 이상)     | 1,150     | 1,050     |
| 일반 | 청소년 (만 13세 ~ 18세) | 850       | 800       |
| 일반 | 어린이 (만 7세 ~ 12세)  | 600       | 550       |
| 마을 | 어른(만 19세 이상)      | 500       |           |
| 마을 | 청소년 (만 13세 ~ 18세) | 400       |           |
| 마을 | 어린이 (만 7세 ~ 12세)  | 250       |           |

- 거리비례제로 운영되어 의령읍 경계를 포함한 10km 거리까지 기본 요금으로 이용할 수 있으며, 의령읍 경계를 벗어난 10km 이상 이용하는 거리에 대해서 1km 당 116.14원씩 추가되고 소수점이하는 절삭한다. 청소년은 20%, 어린이는 50% 할인된다.
- 2013년 12월 1일부터 교통카드를 이용해 버스를 승차할 수 있다. 현재 캐시비 계열 교통카드가 통용되며, 후불 교통카드로 이용할 수 있다. 교통카드를 사용할 경우 기본요금을 제외한 거리비례 요금의 10%가 할인된다. (예 : 버스요금 4,000원 → 400원 할인)[2]

### 구간 요금
아래는 의령에서 출발해 각 방면으로 갈 때 구간 요금표이다. 교통카드를 사용할 경우 기본요금을 제외한 거리비례 요금의 10%가 할인된다.
궁류 방면
| 목적지  | 요금  | 요금   | 요금   |
| 목적지  | 성 인 | 청소년 | 어린이 |
| 용덕    | 1,150 | 850    | 600    |
| 정동    | 1,150 | 850    | 600    |
| 용소    | 1,400 | 1,100  | 700    |
| 구오목  | 1,800 | 1,400  | 900    |
| 두곡    | 1,900 | 1,500  | 950    |
| 신촌    | 2,200 | 1,800  | 1,100  |
| 송산    | 2,400 | 1,900  | 1,200  |
| 압곡    | 2,700 | 2,200  | 1,400  |
| 신오목  | 2,700 | 2,200  | 1,400  |
| 신상곡  | 2,800 | 2,200  | 1,400  |
| 구상곡  | 2,900 | 2,300  | 1,500  |
| 계현1구 | 2,900 | 2,300  | 1,500  |
| 소화    | 3,100 | 2,500  | 1,600  |
| 궁류    | 3,000 | 2,400  | 1,500  |
| 평촌    | 3,000 | 2,400  | 1,500  |
| 운계2구 | 3,000 | 2,400  | 1,500  |
| 벽계    | 3,500 | 2,800  | 1,800  |
| 대현    | 3,400 | 2,700  | 1,700  |

내조, 대의, 천곡 방면
| 목적지 | 요금  | 요금   | 요금   |
| 목적지 | 성 인 | 청소년 | 어린이 |
| 칠곡   | 1,150 | 850    | 600    |
| 내조   | 1,150 | 850    | 600    |
| 신전   | 1,700 | 1,400  | 850    |
| 행정   | 1,900 | 1,500  | 950    |
| 암하   | 2,000 | 1,600  | 1,000  |
| 중촌   | 2,100 | 1,700  | 1,100  |
| 마전   | 2,400 | 1,900  | 1,200  |
| 하촌   | 2,200 | 1,800  | 1,100  |
| 대의   | 1,900 | 1,500  | 1,000  |
| 추산   | 3,100 | 2,500  | 1,600  |
| 심지   | 3,100 | 2,500  | 1,600  |
| 천곡   | 3,100 | 2,500  | 1,600  |

수도사 방면
| 목적지 | 요금  | 요금   | 요금   |
| 목적지 | 성 인 | 청소년 | 어린이 |
| 가미   | 1,150 | 850    | 600    |
| 수도사 | 1,200 | 950    | 600    |

정곡, 적곡, 지정 방면
| 목적지     | 요금  | 요금   | 요금   |
| 목적지     | 성 인 | 청소년 | 어린이 |
| 죽전       | 1,400 | 1,100  | 700    |
| 정곡       | 1,600 | 1,300  | 800    |
| 사곡       | 1,900 | 1,500  | 950    |
| 상촌       | 2,100 | 1,700  | 1,100  |
| 예동       | 2,000 | 1,600  | 1,000  |
| 신기       | 2,200 | 1,800  | 1,100  |
| 백곡,중촌  | 2,300 | 1,800  | 1,200  |
| 성당       | 2,900 | 2,300  | 1,500  |
| 백야       | 3,000 | 2,400  | 1,500  |
| 득소, 봉곡 | 3,200 | 2,600  | 1,600  |
| 돈지       | 3,400 | 2,700  | 1,700  |
| 수월       | 3,600 | 2,900  | 1,800  |
| 성산       | 3,800 | 3,000  | 1,900  |
| 상촌       | 4,000 | 3,200  | 2,000  |
| 두곡       | 4,100 | 3,300  | 2,100  |
| 삼산       | 4,400 | 3,500  | 2,200  |

적곡 방면
| 목적지 | 요금  | 요금   | 요금   |
| 목적지 | 성 인 | 청소년 | 어린이 |
| 적곡   | 2,800 | 2,200  | 1,400  |
| 주물   | 2,600 | 2,100  | 1,300  |
| 석무   | 2,900 | 2,300  | 1,500  |
| 함안   | 3,600 | 2,900  | 1,800  |

갑을 방면
| 목적지 | 요금  | 요금   | 요금   |
| 목적지 | 성 인 | 청소년 | 어린이 |
| 괴진   | 1,150 | 850    | 600    |
| 갑을   | 1,200 | 950    | 600    |

대산, 후곡 방면
| 목적지    | 요금  | 요금   | 요금   |
| 목적지    | 성 인 | 청소년 | 어린이 |
| 대산,오감 | 1,150 | 850    | 600    |
| 부곡      | 1,300 | 1,000  | 650    |
| 후곡      | 1,400 | 1,100  | 700    |
| 백곡      | 1,600 | 1,300  | 800    |

## 의령군 차적의 버스 노선

### 농어촌버스
| 기·종점   | 행선지 |
| --------- | --- |
| 의령 기점 | 다현, 평촌, 벽계, 대현, 용덕, 용소, 용덕, 구오목, 구상목, 신촌, 수도사, 신소, 정동, 지정, 두곡, 정곡, 백곡, 적곡 |
| 신반 기점 | 대곡, 낙서, 권혜, 등대, 마장, 율리, 양동, 지정, 삼산, 궁류, 마두                                                 |
| 정곡 기점 | 백곡, 적곡, 함안                                                                                                 |

### 마을버스
의령버스터미널을 기점으로 의령 읍내를 순환하여 의령터미널로 돌아오는 마을버스가 운행하고 있다. 운영 업체는 의령버스가 유일하며 의령버스터미널에서 이용하려면 터미널 앞에서 승차한다.
| 노선 번호    | 운행업체 | 운행구간       | 운행구간 | 운행구간       | 경유지 | 운행 횟수 | 비고                |
| ------------ | -------- | -------------- | -------- | -------------- | --- | --------- | ------------------- |
| 의령마을버스 | 의령버스 | 의령버스터미널 | ↔        | 의령버스터미널 | 주공아파트 앞 →황금당 → 우체국앞 → 군민회관뒤 →삼영타운 → 대신맨션 → 신우희가로아파트 → 의령고등학교앞 → 국제라사 → 아이캐슬 | 24회      | 순환 운행 25분 소요 |